# رومان بايدكيفكا
رومان بايدكيفكا (بالأوكرانية: Підківка Роман Юрійович)‏ (9 مايو 1995 بلفيف في أوكرانيا - ) هو لاعب كرة قدم أوكراني في مركز حراسة المرمى. شارك مع منتخب أوكرانيا تحت 19 سنة لكرة القدم. أما مع النوادي، فقد لعب مع نادي كارباتي لفيف.

## روابط خارجية
- رومان بايدكيفكا على موقع اتحاد أوكرانيا (الإنجليزية)
- رومان بايدكيفكا على موقع قاعدة بيانات كرة القدم.إي يو (الإنجليزية)
- رومان بايدكيفكا على موقع Soccerway.com (الإنجليزية)
- رومان بايدكيفكا على موقع عالم كرة القدم.نت (الإنجليزية)